# Église mennonite du Canada
L’Église mennonite du Canada, en anglais : Mennonite Church Canada, est une association chrétienne évangélique d'églises mennonites au Canada. Son siège est à Winnipeg, au Manitoba. Elle est membre de l'Alliance évangélique du Canada, du Conseil canadien des Églises et de la Conférence mennonite mondiale.

## Histoire
L’organisation a ses origines dans l’établissement de mennonites de  Pennsylvanie en Ontario entre 1786 et 1825. En 1810, la Mennonite Conference of Ontario est fondée . En 1903, l’organisation devient la Conference of Mennonites in Central Canada.
En 2002, la General Conference Mennonite Church, la Mennonite Church et la Conference of Mennonites in Canada fusionnent pour devenir l'Église mennonite du Canada. Selon un recensement publié en 2018 par la Conférence mennonite mondiale, elle compterait 203 églises et 26 000 membres baptisés.

## Croyances
L'association a une confession de foi mennonite.
En 2016, elle vote en faveur d’une résolution donnant le choix à chaque église local de célébrer des bénédictions de mariage de personne de même sexe.

## Organisation
Elle est divisée en cinq Églises régionales : Mennonite Church Alberta, Mennonite Church British Columbia, Mennonite Church Eastern Canada / Église mennonite de l'Est du Canada, Mennonite Church Manitoba et Mennonite Church Saskatchewan.

## Écoles

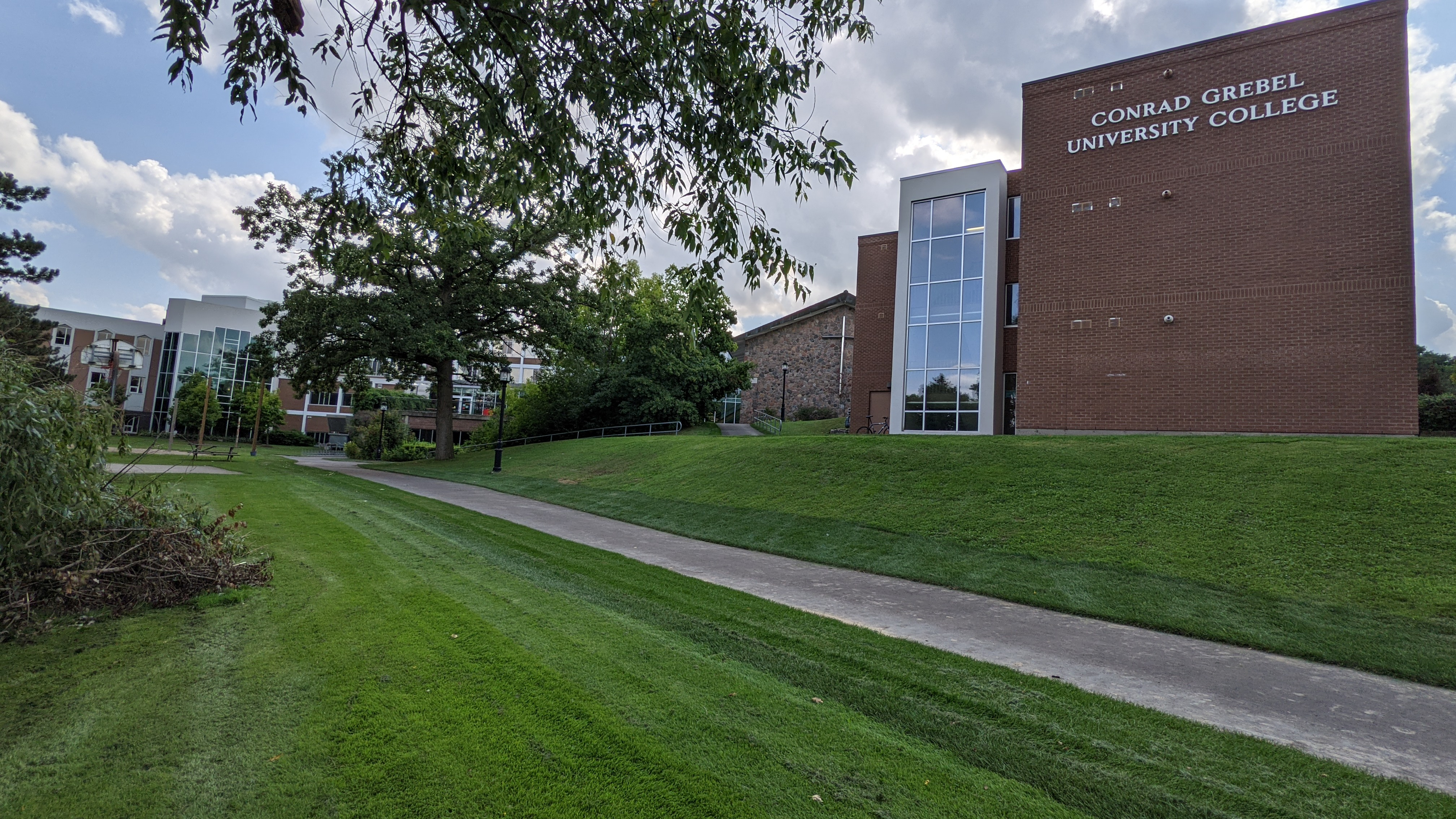
Conrad Grebel University College à Waterloo (Ontario).

Elle compte 2 instituts de théologie, le Columbia Bible College à Abbotsford (Colombie-Britannique) et le Séminaire biblique anabaptiste mennonite à Elkhart, dans l’Indiana (États-Unis) .
Elle compte 2 universités, la Conrad Grebel University College à Waterloo (Ontario) et la Canadian Mennonite University à Winnipeg (Manitoba) .

## Publications
Le Canadian Mennonite est le périodique officiel de la Mennonite Church Canada. Jusqu'en 2008, elle publiait également le Der Bote (en), un périodique en allemand.